# Miền Đông Thái Lan
Miền Đông Thái Lan là khu vực giáp vịnh Thái Lan và Campuchia ở phía Đông, Đông Bắc Thái Lan ở phía Bắc, Miền Trung Thái Lan ở phía Tây.
Dãy núi Sankamphaeng ngăn cách miền Đông Thái Lan với cao nguyên Khorat (vùng Isan).
Văn hóa và phương ngữ miền Đông Thái Lan giống miền Trung.

## Phân cấp hành chính
Miền Đông Thái Lan gồm các tỉnh sau đây:
| Cờ | Huy hiệu |   | Tỉnh         | Tỉnh lỵ      | DOPA | Dân số    | Diện tích (km2) | Mật độ | ISO   |
| -- | -------- | - | ------------ | ------------ | ---- | --------- | --------------- | ------ | ----- |
|    |          | 1 | Chonburi     | Chonburi     | 9    | 1.558.301 | 4.508           | 346    | TH-20 |
|    |          | 2 | Rayong       | Rayong       | 50   | 734.753   | 3.666           | 201    | TH-21 |
|    |          | 3 | Chanthaburi  | Chanthaburi  | 7    | 537.,698  | 6.415           | 84     | TH-22 |
|    |          | 4 | Trat         | Trat         | 16   | 229.958   | 2.866           | 78     | TH-23 |
|    |          | 5 | Chachoengsao | Chachoengsao | 8    | 720.113   | 5.169           | 139    | TH-24 |
|    |          | 6 | Prachin Buri | Prachin Buri | 31   | 494.680   | 5.026           | 99     | TH-25 |
|    |          | 7 | Sa Kaeo      | Sa Kaeo      | 63   | 566.303   | 6.831           | 83     | TH-27 |

Ghi chú: Dân số được dựa trên "Thống kê, số liệu thống kế dân số và nhà cửa vào năm 2019" từ Văn phòng đăng ký Sở Nội vụ. Tham khảo ngày 31 tháng 12 năm 2019.
Vùng được dựa trên "Ranh giới Thái Lan từ Sở hành chính tỉnh.